# Какутю
Какутю (какаду, гагаду, гагуджу; Gaagudju) — вымерший язык австралийских аборигенов, который был распространён на полуострове Арнем-Ленд в окрестностях Национального парка Какаду. Его последним носителем был Билл Найджел, который умер 23 мая 2002 года.

## Классификация
Язык какаду включался ранее в кунвинькуские языки. Является изолятом, хотя в 1997 году Николас Эванс предложил включить его в арнемлендскую макросемью.